# Filet Rossini
El filet Rossini (en francès tournedos Rossini) és un plat de carn de la gastronomia francesa que consisteix en filets de carn de bou (filet mignon) fregits amb mantega, servits sobre una llesca de pa fregit i coberts amb un tall de fetge gras fresc marcat breument a la paella a l'últim moment. El plat es guarneix amb tòfona negra ratllada i s'acaba amb una mitjaglaça de vi de Madeira.
Porta el nom del compositor italià del segle xix Gioachino Rossini (1792-1868), i la seva invenció s'atribueix als xefs francesos Marie-Antoine Carème (1784-1833), Adolphe Dugléré (1805-1884) o Auguste Escoffier (1846-1935), segons les fonts.